# 讷维 (马恩省)
讷维（法語：Neuvy，法語發音：[nøvi]）是法国马恩省的一个市镇，位于该省西南部，属于埃佩尔奈区。

## 地理
讷维（48°44'45"N, 3°31'9"E）面积17.11 平方千米，位于法国大東部大區马恩省，该省份为法国东北部内陆省份，北起阿登省，西北接埃纳省，西南接塞纳-马恩省，南至奥布省，东南接上马恩省，东临默兹省。
与讷维接壤的市镇（或旧市镇、城区）包括：茹瓦塞勒、圣马丹迪博谢、尚吉永、库尔日沃、埃斯泰尔奈、雷韦永。

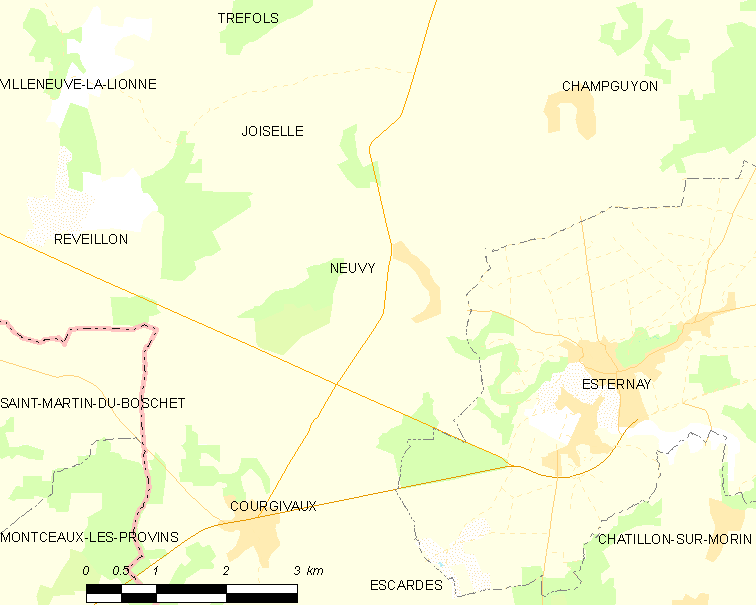
的OSM定位图

讷维的时区为UTC+01:00、UTC+02:00（夏令时）。

## 行政
讷维的邮政编码为51310，INSEE市镇编码为51402。

## 政治
讷维所属的省级选区为塞扎讷-布里-香槟县。

## 人口

1962-2008年间人口变化图示

讷维于2022年1月1日时的人口数量为272人。